# Hoshang Shah

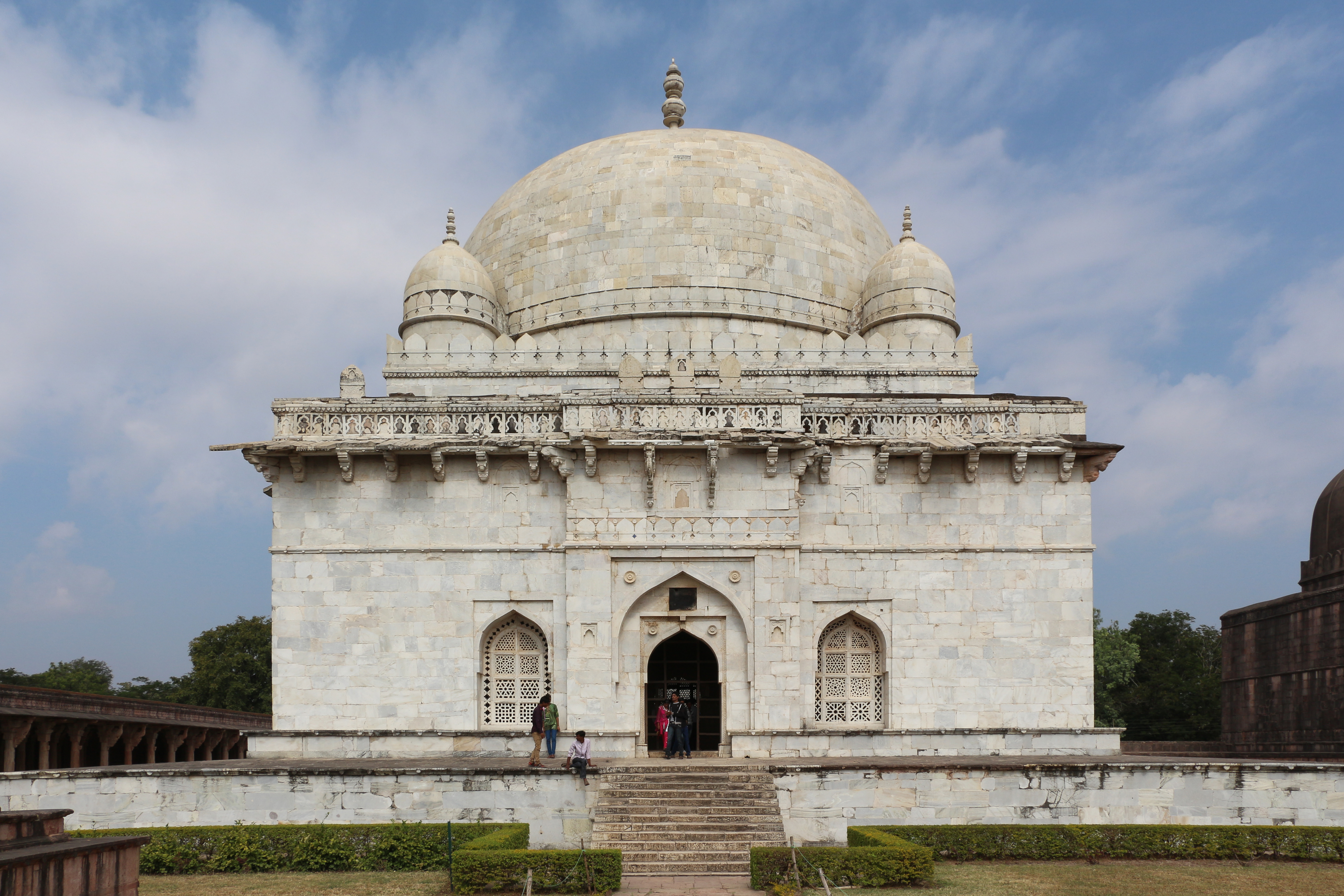
Das Hoshang-Shah-Mausoleum in Mandu gilt als Vorbild für das Taj Mahal

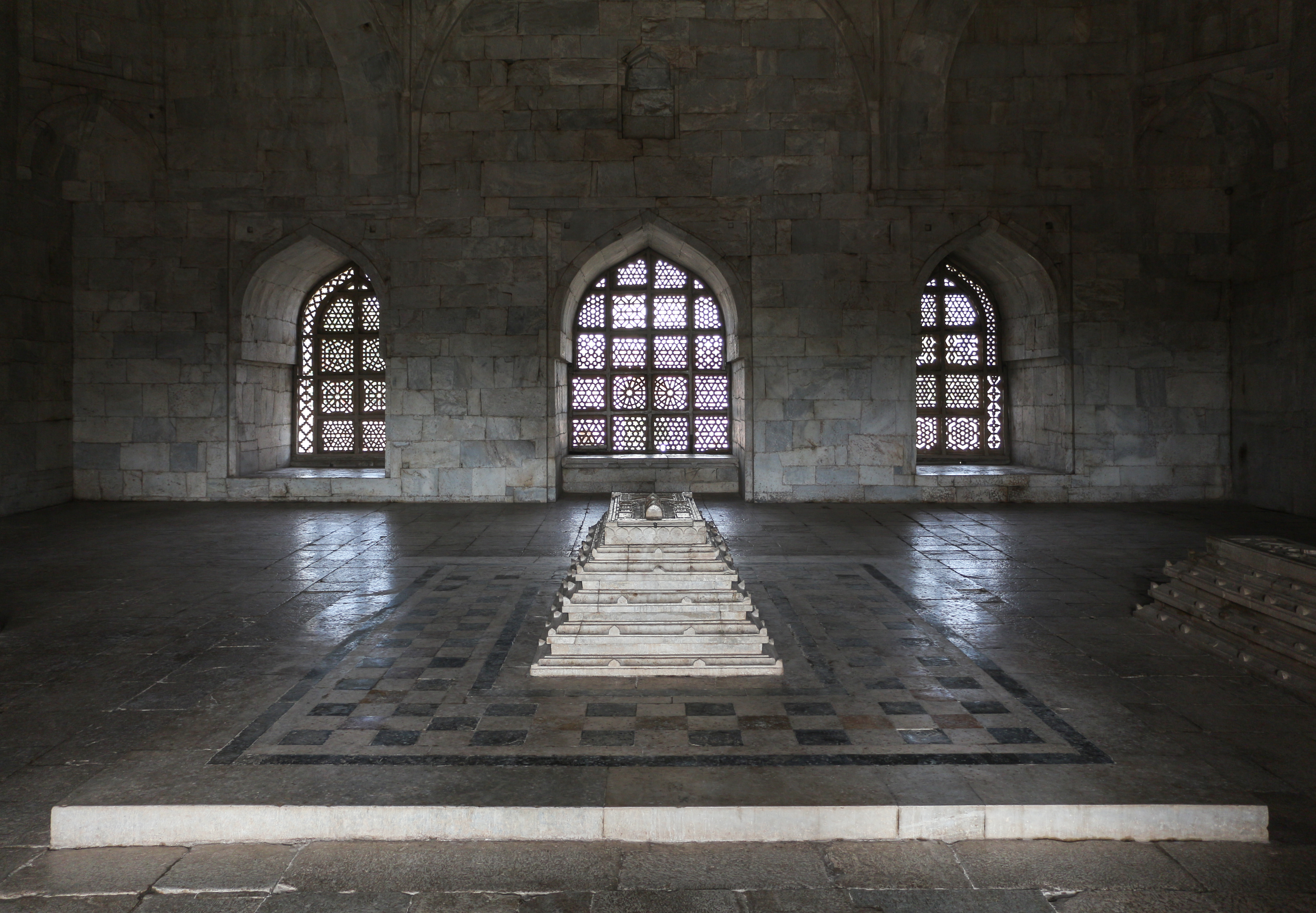
Hoshang-Shah-Mausoleum, Grabkammer mit Kenotaph

Hoshang Shah oder Hoshang Shah Gori († 1435) war Sultan von Malwa in den Jahren 1406 bis zu seinem Tod im Jahr 1435.

## Biografie
Hoshangs Shahs Vater, Dilawar Khan, war noch vom Sultan Firuz Shah Tughluq (möglicherweise auch erst von seinem Nachfolger Ghiyas ud din Tughluq II.) zum Gouverneur von Dhar ernannt worden. Im Jahr 1401 löste er sich jedoch faktisch von seinem Oberherrn, verlegte die Hauptstadt von Dhar in das abgelegene Mandu, nahm aber keinen Herrschertitel an. Sein Sohn Hoshang Shah vergiftete schließlich den Vater, setzte aber ab dem Jahr 1405/06 dessen eigenständige Politik fort und bezeichnete sich selbst als ‚Sultan‘. Er führte mehrere Kriege gegen das Sultanat Gujarat (1407, 1422) und das Bahmani-Sultanat (1428), in denen er sich jedoch nicht als begnadeter Stratege erwies – so zerstörte er im Jahr 1434 den ca. 300 Jahre alten Staudamm König Bhojas bei Bhopal. Trotzdem gelang es ihm, das Territorium seines Reiches insgesamt zu vergrößern.
Eine Episode aus der Mitte seiner Regierungszeit ist überliefert: Verärgert über den dortigen Herrscher ritt er im Jahr 1421 an der Spitze eines Trupps von 1000 Soldaten – allesamt als Kaufleute verkleidet – nach Jajpur in Odisha, um dort Pferde zu verkaufen. Der König wollte diese inspizieren, wurde jedoch von Hoshang Shah gefangengesetzt und erst nach dessen Versprechen, ihm 100 seiner besten Elefanten zu übergeben, wieder freigelassen.

## Nachfolge
Nachfolger Hoshang Shahs wurde sein Sohn Muhammad, der seine drei Brüder tötete, doch selbst nur wenige Monate später von seinem Vetter Mahmud Khilji vergiftet wurde.

## Bauten
Hoshang Shah war ein Liebhaber der Künste. Vor allem seine Bauten in Mandu, darunter die Freitagsmoschee (Jama Masjid) und sein noch von ihm selbst begonnenes und vielleicht sogar fertiggestelltes, ganz mit weißem Marmor verkleidetes Grabmal zeugen noch heute von seinem Geschmack. Es heißt, dass der Mogulherrscher Shah Jahan seine Architekten nach Mandu sandte, um dieses Mausoleum zu studieren, bevor sie den Bau des Taj Mahal in Angriff nahmen.